# Бруклін (округ Грін, Вісконсин)
Бруклін (англ. Brooklyn) — місто (англ. town) в США, в окрузі Грін штату Вісконсин. Населення — 1108 осіб (2020).

## Демографія
Згідно з переписом 2010 року, у місті мешкали 1083 особи в 419 домогосподарствах у складі 324 родин. Було 442 помешкання
Расовий склад населення:
| - 97,2 % — білих - 0,5 % — азіатів - 0,3 % — корінних американців - 0,2 % — чорних або афроамериканців |

До двох чи більше рас належало 1,5 %. Частка іспаномовних становила 0,9 % від усіх жителів.
За віковим діапазоном населення розподілялося таким чином: 24,3 % — особи молодші 18 років, 64,3 % — особи у віці 18—64 років, 11,4 % — особи у віці 65 років та старші. Медіана віку мешканця становила 44,6 року. На 100 осіб жіночої статі у місті припадало 112,8 чоловіків;  на 100 жінок у віці від 18 років та старших — 111,3 чоловіків також старших 18 років.
Середній дохід на одне домашнє господарство  становив 109 507 доларів США (медіана — 91 667), а середній дохід на одну сім'ю — 126 526 доларів (медіана — 100 962). Медіана доходів становила 57 000 доларів для чоловіків та 52 132 долари для жінок. За межею бідності перебувало 2,6 % осіб, у тому числі 1,6 % дітей у віці до 18 років та 5,0 % осіб у віці 65 років та старших.
Цивільне працевлаштоване населення становило 695 осіб. Основні галузі зайнятості: освіта, охорона здоров'я та соціальна допомога — 28,1 %, роздрібна торгівля — 10,9 %, виробництво — 10,8 %.